# In bocca al lupo

In bocca al lupo (« dans la bouche du loup ») est un idiotisme animalier et familier italien adressé en signe d'encouragement et de buona fortuna à une personne qui va être soumise à une épreuve difficile. L'expression a pris au cours des siècles une connotation superstitieuse : elle s'énonce sous la forme d'un vœu destiné à conjurer l'éventualité d'un événement indésirable. La coutume veut que le destinataire réponde par « crepi il lupo! » (« Qu'il crève, le loup ! »). Elle correspond à l'interjection française « Merde ! » utilisée familièrement pour souhaiter « bonne chance » ou « bon courage ». Une expression équivalente mais plus familière et beaucoup plus récente (années 1980) est In culo alla balena! (« Dans le cul de la baleine ! ») pour laquelle la réponse attendue est Speriamo che non caghi! (« Espérons qu'elle ne chie pas ! »).

## Historique
Bien que l'origine de l'expression ne soit pas très claire, elle semble liée comme tant d'autres locutions analogues dont le loup est le protagoniste, à l'image de l'animal comme personnification du mal dans la tradition populaire : considéré comme un animal féroce et à l'insatiable voracité, semant la terreur et la mort parmi les habitants des campagnes et des zones de montagnes, en particulier parmi les bergers, le loup devient dans toute l'Europe le protagoniste négatif de nombreuses fables, légendes et histoires transmises à travers les siècles. En témoignent les fables d'Ésope ou de Jean de La Fontaine, le loup du Roman de Renart ou le loup de Gubbio des Fioretti de saint François d'Assise. Il reste des traces de cette vision apeurée du loup dans de nombreuses langues européennes sous la forme d'expressions et de proverbes.
La troisième édition (1691) du dictionnaire (it) de l'Accademia della Crusca rapporte l'expression andare in bocca al lupo (« aller dans la gueule du loup ») avec la signification d'« aller à la rencontre de l'ennemi, du danger », et l'expression andare in bocca, à la signification plus générique, définie comme « se rendre comme une proie au pouvoir de l'ennemi » (homme, animal ou esprit malin). L'expression, et d'autres expressions similaires comme correre nella bocca del lupo, mettersi in bocca al lupo, cascare in bocca al lupo (« courir... », « se mettre... », « tomber dans la gueule du loup »), andare nella tana del lupo « aller dans la tanière du loup »), avec la signification de finire nelle mani del nemico ou andare incontro a grave pericolo (« finir entre les mains de l'ennemi » ou « aller au devant d'un grave danger ») apparaissent par la suite dans d'autres dictionnaires comme le Vocabolario dell'uso toscano (1863) de Pietro Fanfani (it).

## Interprétations
L'interprétation la plus plausible est celle qui fait dériver l'expression du langage des chasseurs qui l'emploient comme un souhait de bonne chance adressé par antiphrase (c'est-à-dire avec une signification opposée à la signification littérale) aux autres chasseurs et, par extension, celle adressée par une personne à une autre s'apprêtant à affronter une épreuve risquée ou difficile. 
La réponse Crepi il lupo! (« Qu'il crève, le loup ! ») serait en revanche née par extension d'autres expressions, construites de manière analogue avec le verbe crepare (« crever »), et dans lesquelles est attribué à la langue le pouvoir magique d'éloigner le mauvais sort ou de conjurer un mauvais présage comme dans les expressions Crepi l'avarizia! (« Au diable l'avarice ») ou Crepi l'astrologo! (titre italien du film Le Corps céleste d'Alexander Hall, 1944, qu'on pourrait traduire littéralement en « Au diable, l'astrologue ! »).

## Équivalents dans d'autres langues
L'expression in bocca al lupo trouve des équivalents et variantes dans les autres langues comme l'interjection familière en français « merde ! » pour bonne chance ou bon courage, les expressions « Touchons du bois » ou « Je croise les doigts » ; particulièrement utilisée dans le domaine du théâtre, où elle est échangée par les acteurs avant une représentation, elle a pour équivalent « Toï, toï, toï » en allemand ou « Break a leg » en anglais.

## Dans la culture
- Le  groupe de rock indépendant américain Murder by Death sort en 2006 l'album In Bocca Al Lupo.
- Film La bocca del lupo, de Pietro Marcello en 2009.